# Mohamed El Makrini
Mohamed El Makrini (født 6. juli 1987 i Utrecht) er en hollandsk fodboldspiller, der spiller for Roda JC Kerkrade. Han har tidligere spillet for FC Den Bosch og SC Cambuur.

## Karriere

### Odense Boldklub
Mohamed El Makrini fik sin debut for Odense Boldklub i Superligaen den 19. juli 2015, da han startede inde og spillede de første 85 minutter i 3-0-sejren hjemme over Hobro IK.

### Roda JC Kerkrade
Det blev offentliggjort den 30. januar 2017, at El Makrini skiftede til hollandske Roda JC Kerkrade på en toethalvtårig kontrakt.

## Titler

### Klub
SC Cambuur
- Eerste Divisie (1): 2012–13